# مديرية مدينة البيضاء

تعديل مصدري - تعديل

مديرية مدينة البيضاء إحدى مديريات محافظة البيضاء في اليمن ، يبلغ عدد سكانها 29,853 نسمة حسب إحصاء عام 2004.

## المدن
المدن التابعة لمديرية مدينة البيضاء وهي :
| مدينة         | عدد المساكن | عدد الأسر | الذكور | الأناث | الإجمالي |
| ------------- | ----------- | --------- | ------ | ------ | -------- |
| مدينة البيضاء | 4057        | 3818      | 15163  | 13896  | 29059    |